# Rhabdomastix (Rhabdomastix) ostensackeni
Rhabdomastix (Rhabdomastix) ostensackeni is een tweevleugelige uit de familie steltmuggen (Limoniidae). De soort komt voor in het Australaziatisch gebied.